# Världscupen i längdåkning 2005/2006
Världscupen i längdåkning 2005/2006 inleddes i Düsseldorf 22 oktober 2005 och avslutades i Sapporo 19 mars 2006. Vinnare av totala världscupen blev Tobias Angerer, Tyskland på herrsidan och Marit Bjørgen, Norge på damsidan.

## Herrar

### Individuella grenar
|                                                     | Plats                | Disciplin                       | Datum       | Etta                  | Tvåa                | Trea                  |
| --------------------------------------------------- | -------------------- | ------------------------------- | ----------- | --------------------- | ------------------- | --------------------- |
| 1                                                   | Düsseldorf           | Sprint fristil                  | 22 oktober  | Peter Larsson         | Tor Arne Hetland    | Thobias Fredriksson   |
| 2                                                   | Beitostølen          | 15 kilometer klassisk           | 19 november | Tor Arne Hetland      | Jens Arne Svartedal | Ivan Bátory           |
| 3                                                   | Kuusamo              | 15 kilometer klassisk           | 26 november | Tobias Angerer        | Jens Arne Svartedal | Jens Filbrich         |
| 4                                                   | Kuusamo              | 15 kilometer fristil            | 27 november | Tore Ruud Hofstad     | Vincent Vittoz      | Tobias Angerer        |
| 5                                                   | Vernon               | 30 kilometer dubbel jaktstart   | 10 december | Tobias Angerer        | Axel Teichmann      | Andreas Schlütter     |
| 6                                                   | Vernon               | Sprint fristil                  | 11 december | Tor Arne Hetland      | Björn Lind          | Ola Vigen Hattestad   |
| 7                                                   | Canmore              | 15 kilometer fristil            | 15 december | Pietro Piller Cottrer | Vincent Vittoz      | Tobias Angerer        |
| 8                                                   | Canmore              | 30 kilometer klassisk, masstart | 17 december | Tobias Angerer        | Frode Estil         | Jens Filbrich         |
| 9                                                   | Nové Město na Moravě | Sprint fristil                  | 30 december | Björn Lind            | Peter Larsson       | Johan Kjølstad        |
| 10                                                  | Nové Město na Moravě | 15 kilometer fristil            | 31 december | Vincent Vittoz        | Lukáš Bauer         | Christian Hoffmann    |
| 11                                                  | Otepää               | 15 kilometer klassisk           | 7 januari   | Vasilij Rotjev        | Lukáš Bauer         | Sergej Novikov        |
| 12                                                  | Otepää               | Sprint klassisk                 | 8 januari   | Björn Lind            | Tor Arne Hetland    | Vasilij Rotjev        |
| 13                                                  | Val di Fiemme        | 30 kilometer fristil, masstart  | 14 januari  | Tobias Angerer        | Jevgenij Dementjev  | Pietro Piller Cottrer |
| 14                                                  | Oberstdorf           | 30 kilometer dubbel jaktstart   | 21 januari  | Tobias Angerer        | Anders Södergren    | René Sommerfeldt      |
| 15                                                  | Oberstdorf           | Sprint klassisk                 | 22 januari  | Odd-Bjørn Hjelmeset   | Johan Kjølstad      | Vasilij Rotjev        |
| 16                                                  | Davos                | Sprint fristil                  | 4 februari  | Björn Lind            | Cristian Zorzi      | John Kristian Dahl    |
| 17                                                  | Davos                | 15 kilometer klassisk           | 5 februari  | Jens Arne Svartedal   | Martin Tauber       | Vincent Vittoz        |
| 12-26 februari olympiska vinterspelen 2006 i Turin. |                      |                                 |             |                       |                     |                       |
| 18                                                  | Mora                 | 90 kilometer klassisk, masstart | 5 mars      | Daniel Tynell         | Jerry Ahrlin        | Anders Aukland        |
| 19                                                  | Borlänge             | Sprint fristil                  | 7 mars      | Thobias Fredriksson   | Peter Larsson       | Devon Kershaw         |
| 20                                                  | Falun                | 20 kilometer dubbel jaktstart   | 8 mars      | Petter Northug        | Tobias Angerer      | Axel Teichmann        |
| 21                                                  | Drammen              | Sprint klassisk                 | 9 mars      | Jens Arne Svartedal   | Børre Næss          | Eldar Rønning         |
| 22                                                  | Oslo                 | 50 kilometer fristil            | 11 mars     | Anders Södergren      | Giorgio di Centa    | Tom Reichelt          |
| 23                                                  | Changchun            | Sprint fristil                  | 15 mars     | Thobias Fredriksson   | Christoph Eigenmann | Andrew Newell         |
| 24                                                  | Sapporo              | 30 kilometer dubbel jaktstart   | 19 mars     | Mathias Fredriksson   | Petter Northug      | Anders Södergren      |

### Lagtävlingar
|   | Plats         | Disciplin                | Datum       | Etta                                                                          | Tvåa                                                                               | Trea                                                                                |
| - | ------------- | ------------------------ | ----------- | ----------------------------------------------------------------------------- | ---------------------------------------------------------------------------------- | ----------------------------------------------------------------------------------- |
| 1 | Düsseldorf    | Sprintstafett            | 23 oktober  | Norge II Trond Iversen Johan Kjølstad                                         | Sverige Thobias Fredriksson Björn Lind                                             | Norge Eldar Rønning Tor Arne Hetland                                                |
| 2 | Beitostølen   | 4 x 10 kilometer stafett | 20 november | Tyskland Andreas Schlütter Axel Teichmann Jens Filbrich Tobias Angerer        | Frankrike Alexandre Rousselet Christophe Perrillat Emmanuel Jonnier Vincent Vittoz | Norge Eldar Rønning Jens Arne Svartedal Tor Arne Hetland Tore Ruud Hofstad          |
| 3 | Canmore       | Sprintstafett            | 18 december | Norge Jens Arne Svartedal Eldar Rønning                                       | Sverige Björn Lind Thobias Fredriksson                                             | Sverige II Mats Larsson Mikael Östberg                                              |
| 4 | Val di Fiemme | 4 x 10 kilometer stafett | 15 januari  | Italien Giorgio di Centa Valerio Checchi Pietro Piller Cottrer Cristian Zorzi | Tyskland René Sommerfeldt Axel Teichmann Jens Filbrich Tobias Angerer              | Norge Odd-Bjørn Hjelmeset Jens Arne Svartedal Tord Asle Gjerdalen Tore Ruud Hofstad |
| 5 | Sapporo       | Sprintstafett            | 18 mars     | Italien Loris Frasnelli Cristian Zorzi                                        | Norge Johan Kjølstad Eldar Rønning                                                 | Tyskland Tobias Angerer Axel Teichmann                                              |

### Slutställning
| Placering | Namn                | Land      | Total Poäng |
| --------- | ------------------- | --------- | ----------- |
| 1         | Tobias Angerer      | Tyskland  | 829         |
| 2         | Jens Arne Svartedal | Norge     | 577         |
| 3         | Tor Arne Hetland    | Norge     | 570         |
| 4         | Björn Lind          | Sverige   | 531         |
| 5         | Vincent Vittoz      | Frankrike | 502         |
| 6         | Vasilij Rotjev      | Ryssland  | 443         |
| 7         | Thobias Fredriksson | Sverige   | 414         |
| 8         | Anders Södergren    | Sverige   | 392         |
| 9         | Frode Estil         | Norge     | 373         |
| 10        | Mathias Fredriksson | Sverige   | 368         |

## Damer

### Individuella grenar
|                                                     | Plats                | Disciplin                       | Datum       | Etta                         | Tvåa                         | Trea                         |
| --------------------------------------------------- | -------------------- | ------------------------------- | ----------- | ---------------------------- | ---------------------------- | ---------------------------- |
| 1                                                   | Düsseldorf           | Sprint fristil                  | 22 oktober  | Marit Bjørgen                | Aino-Kaisa Saarinen          | Natalja Matvejeva            |
| 2                                                   | Beitostølen          | 10 kilometer klassisk           | 19 november | Marit Bjørgen                | Virpi Kuitunen               | Natalia Baranova             |
| 3                                                   | Kuusamo              | 10 kilometer klassisk           | 26 november | Marit Bjørgen                | Virpi Kuitunen               | Claudia Künzel-Nystad        |
| 4                                                   | Kuusamo              | 10 kilometer fristil            | 27 november | Kateřina Neumannová          | Julia Tjepalova              | Kristina Šmigun              |
| 5                                                   | Vernon               | 15 kilometer dubbel jaktstart   | 10 december | Marit Bjørgen                | Beckie Scott                 | Hilde Gjermundshaug Pedersen |
| 6                                                   | Vernon               | Sprint fristil                  | 11 december | Beckie Scott                 | Claudia Künzel-Nystad        | Sara Renner                  |
| 7                                                   | Canmore              | 10 kilometer fristil            | 15 december | Julia Tjepalova              | Beckie Scott                 | Evi Sachenbacher-Stehle      |
| 8                                                   | Canmore              | 15 kilometer klassisk, masstart | 17 december | Beckie Scott                 | Julia Tjepalova              | Claudia Künzel-Nystad        |
| 9                                                   | Nové Město na Moravě | Sprint fristil                  | 30 december | Alena Sidko                  | Anna Dahlberg                | Claudia Künzel-Nystad        |
| 10                                                  | Nové Město na Moravě | 10 kilometer fristil            | 31 december | Kateřina Neumannová          | Julia Tjepalova              | Valentyna Sjevtjenko         |
| 11                                                  | Otepää               | 10 kilometer klassisk           | 7 januari   | Hilde Gjermundshaug Pedersen | Kristina Šmigun              | Justyna Kowalczyk            |
| 12                                                  | Otepää               | Sprint klassisk                 | 8 januari   | Lina Andersson               | Manuela Henkel               | Ella Gjømle                  |
| 13                                                  | Val di Fiemme        | 15 kilometer fristil, masstart  | 14 januari  | Kateřina Neumannová          | Julia Tjepalova              | Marit Bjørgen                |
| 14                                                  | Oberstdorf           | 15 kilometer dubbel jaktstart   | 21 januari  | Beckie Scott                 | Claudia Künzel-Nystad        | Kateřina Neumannová          |
| 15                                                  | Oberstdorf           | Sprint klassisk                 | 22 januari  | Ella Gjømle                  | Lina Andersson               | Guro Strøm Solli             |
| 16                                                  | Davos                | Sprint fristil                  | 4 februari  | Anna Dahlberg                | Virpi Kuitunen               | Chandra Crawford             |
| 17                                                  | Davos                | 10 kilometer klassisk           | 5 februari  | Virpi Kuitunen               | Sara Renner                  | Petra Majdič                 |
| 12-26 februari olympiska vinterspelen 2006 i Turin. |                      |                                 |             |                              |                              |                              |
| 18                                                  | Mora                 | 45 kilometer klassisk, masstart | 4 mars      | Marit Bjørgen                | Hilde Gjermundshaug Pedersen | Petra Majdič                 |
| 19                                                  | Borlänge             | Sprint fristil                  | 7 mars      | Arianna Follis               | Marit Bjørgen                | Sara Renner                  |
| 20                                                  | Falun                | 10 kilometer dubbel jaktstart   | 8 mars      | Evi Sachenbacher-Stehle      | Kateřina Neumannová          | Beckie Scott                 |
| 21                                                  | Drammen              | Sprint klassisk                 | 9 mars      | Petra Majdič                 | Beckie Scott                 | Hilde Gjermundshaug Pedersen |
| 22                                                  | Oslo                 | 30 kilometer fristil            | 11 mars     | Julia Tjepalova              | Kateřina Neumannová          | Evi Sachenbacher-Stehle      |
| 23                                                  | Changchun            | Sprint fristil                  | 15 mars     | Marit Bjørgen                | Beckie Scott                 | Ella Gjømle                  |
| 24                                                  | Sapporo              | 15 kilometer dubbel jaktstart   | 19 mars     | Beckie Scott                 | Kristin Størmer Steira       | Evi Sachenbacher-Stehle      |

### Lagtävlingar
|   | Plats         | Disciplin               | Datum            | Etta                                                                          | Tvåa                                                                                  | Trea                                                                               |
| - | ------------- | ----------------------- | ---------------- | ----------------------------------------------------------------------------- | ------------------------------------------------------------------------------------- | ---------------------------------------------------------------------------------- |
| 1 | Düsseldorf    | Sprintstafett           | 23 oktober       | Norge Hilde Gjermundshaug Pedersen Marit Bjørgen                              | Norge II Ella Gjømle Guro Strøm Solli                                                 | Ryssland Natalia Matvejeva Alena Sidko                                             |
| 2 | Beitostølen   | 4 x 5 kilometer stafett | 20 november 2005 | Norge Ella Gjømle Vibeke Skofterud Hilde Gjermundshaug Pedersen Marit Bjørgen | Tyskland Manuela Henkel Stefanie Böhler Claudia Künzel-Nystad Evi Sachenbacher-Stehle | Finland Aino-Kaisa Saarinen Kirsi Välimaa Riitta-Liisa Roponen Virpi Kuitunen      |
| 3 | Canmore       | Sprintstafett           | 18 december      | Tyskland Manuela Henkel Viola Bauer                                           | Kanada Beckie Scott Sara Renner                                                       | Sverige Lina Andersson Anna Dahlberg                                               |
| 4 | Val di Fiemme | 4 x 5 kilometer stafett | 15 januari       | Finland Aino-Kaisa Saarinen Virpi Kuitunen Riitta-Liisa Roponen Kaisa Varis   | Ryssland Olga Rotjeva Natalia Baranova Jevgenija Medvedeva Julia Tjepalova            | Norge Vibeke Skofterud Marit Bjørgen Kristin Mürer Stemland Kristin Størmer Steira |
| 5 | Sapporo       | Sprintstafett           | 18 mars          | Tyskland Evi Sachenbacher-Stehle Claudia Künzel-Nystad                        | Finland Riitta-Liisa Roponen Pirjo Manninen                                           | Sverige Britta Norgren Anna Karin Strömstedt                                       |

### Slutställning
| Placering | Namn                    | Land      | Total Poäng |
| --------- | ----------------------- | --------- | ----------- |
| 1         | Marit Bjørgen           | Norge     | 1036        |
| 2         | Beckie Scott            | Kanada    | 1020        |
| 3         | Julia Tjepalova         | Ryssland  | 780         |
| 4         | Evi Sachenbacher-Stehle | Tyskland  | 716         |
| 5         | Katerina Neumannova     | Tjeckien  | 655         |
| 6         | Virpi Kuitunen          | Finland   | 636         |
| 7         | Claudia Nystad          | Tyskland  | 571         |
| 8         | Hilde G Pedersen        | Norge     | 557         |
| 9         | Petra Majdič            | Slovenien | 538         |
| 10        | Sara Renner             | Kanada    | 446         |